# Klaus Dibiasi
Klaus Dibiasi (Hall in Tirol, Austria, 6 de octubre de 1947) es un clavadista o saltador de trampolín italiano de origen austriaco especializado en plataforma de 10 metros, donde consiguió ser campeón mundial en 1973.

## Carrera deportiva
- En el Campeonato Mundial de Natación de 1973 celebrado en Belgrado (Yugoslavia), ganó la medalla de plata en el trampolín de 3 metros, con una puntuación de 615 puntos, tras el estadounidense Philip Boggs (oro con 618 puntos) y por delante del también estadounidense Keith Russell (bronce con 579); y también ganó la medalla de oro en la plataforma de 10 metros con una puntuación de 559 puntos, por delante del estadounidense Keith Russell y del alemán Falk Hoffmann.

- Dos años después, en el Campeonato Mundial de Natación de 1975 celebrado en Cali, volvió a conseguir dos medallas: la plata en el trampolín de 3 metros y el bronce en la plataforma de 10 metros.